# John Cena
John Felix Anthony Cena (West Newbury, Massachusetts, Estats Units - 23 d'abril de 1977) és un actor, cantant i lluitador professional estatunidenc que treballa per la World Wrestling Entertainment des del juny de 2002.
Durant la seva trajectòria en WWE, ha guanyat un total de 25 campionats, amb 16 regnats com a campió mundial (13 vegades com a Campió de WWE i tres vegades com Campió Mundial de pes pesant de WWE). És el segon lluitador que posseeix 16 títols mundials oficials juntament amb Ric Flair. També és cinc vegades campió dels Estats Units i quatre vegades campió mundial per equips (dues vegades la WWE World Tag Team Championship i dues vegades el WWE Tag Team Championship). Va guanyar el Money in the Bank Ladder Match (2012) i també ha guanyat 2 vegades la Royal Rumble (2008, 2013) i 3 vegades la Elimination Chamber (2006, 2010, 2011). Cena ocupa el quart lloc en total de dies acumulats com a Campió de la WWE darrere de Bruno Sammartino, Bob Backlund i Hulk Hogan. A més, ha estat cap de cartell en diversos esdeveniments de pagament per visió de la WWE, sent un dels participants de l'esdeveniment principal A WrestleMania 22, WrestleMania 23, WrestleMania XXVII, WrestleMania XXVIII i WrestleMania 29.

## Carrera

### World Wrestling Federation/Entertainment

#### 2001
El 2001, John Cena va signar un contracte de preparació amb la WWF i va ser assignat a la companyia de formació Ohio Valley Wrestling (OVW). Durant la seva estada allà, Cena va lluitar amb el nom de The Prototype i va ostentar el Campionat de Pes Pesat de l'OVW durant tres mesos i el Campionat d'Equips de Combat del Sud de l'OVW (amb Rico Constantino) durant dos mesos. Al llarg del 2001, va tindre quatre intents per entrar en el cartell principal de la WWF, ja que va lluitar contra múltiples lluitadors de categoria superior tant en els espectacles de la casa de la WWF com en combats no oficials abans dels esdeveniments televisats de la WWF.

#### 2002-2003
La primera lluita televisada de John Cena a la WWE va ser el 27 de juny de 2002, contra Kurt Angle i perdent el combat. Després del combat, va ser felicitat per Billy Kidman, Faarooq, Rikishi i The Undertaker. Després de la gairebé victòria, Cena es va convertir en un dels favorits entre els fans i va començar a enfrontar-se a Chris Jericho, en diversos programes d'SmackDown i derrotant-lo en el PPV Vengance. En octubre es va unir a Billy Kidman per a participar en un torneig per convertir-se en els primers Campions en parelles de la WWE, però van ser derrotats a la primera ronda. La setmana següent John Cena va trair a Billy Kidman, perquè el feia responsable de la derrota.
Més endavant, va reptar Brock Lesnar, qui en aquell moment Campió de la WWE. Durant aquest feu estrenà un nou moviment especial, el FU. Finalment, va aconseguir la seva lluita contra Brock Lesnar en el PPV Backlash 2003 després de guanyar un torneig, però no va aconseguir guanyar el títol. Després va tenir un breu enfrontament amb The Undertaker que els va portar a una lluita en el PPV Vengeance, on va sortir derrotat.
Més tard, va entrar en un enfrontament amb Kurt Angle, abans de tornar-se face. Va participar en el Team Angle en el PPV Survivor Series 2003, on ell i Chris Benoit foren els únics supervivents.

#### 2004-2005

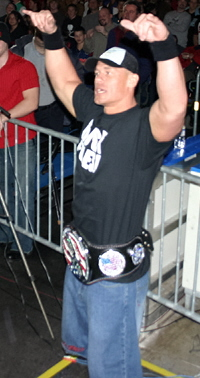
John Cena posseeix tres Campionats dels Estats Units de la WWE.

Va participar en la Royal Rumble 2004, on va estar entre els sis participants finals, però va ser eliminat per Big Show, per la qual cosa ambdós va entrar en un feu, lluitant a WrestleMania XX, pel Campionat dels Estats Units, que posseïa Big Show, guanyant el campionat. El va retenir fins que el Manager General de SmackDown, Kurt Angle, el va desposseir del títol després que John l'ataqués.
Va recuperar el campionat en el No Mercy 2004 derrotant a Booker T en una lluita de tipus Millor de 5 Lluites. El 7 d'octubre de 2004, va perdre el títol enfront a Carly Colón, pel que ambdós van començar un feu. Durant el feu John Cena va ser acusat de protagonitzar una lluita en un bar amb un amic de Carly Colón; durant la qual John va resultar lesionat, mantenint-se fora del ring durant un mes (kayface). En realitat John estava rodant la seva primera pel·lícula, The Marine. Quan va retornar el 18 de novembre de 2004 va derrotar a Carly Colón guanyant el Campionat dels Estats Units per tercera vegada, debutant un nou model de cinturó.
Va participar en el Royal Rumble 2005, quedant dins dels dos participants finals, junt amb Batista, que foren eliminats al mateix temps; però Vince McMahon va ordenar que la lluita es reiniciés entre ambdós lluitadors, on Batista va ser el guanyador.
El mes següent va derrotar a Kurt Angle en la final d'un torneig per a determinar el retador núm. 1 al Campionat de la WWE. Com a aspirant va iniciar un enfrontament amb JBL, el campió en aquell moment, i The Cabinet, durant el qual va perdre el WWE United States Championship enfront a un membre de l'equip de JBL, Orlando Jordan, qui va destrossar el cinturó fent que tornés el model anterior.
A WrestleMania 21 John va vèncer JBL, coronant-se per primera vegada Campió de la WWE. Novament amb la victòria de John es va estrenar un nou model de cinturó, mentre que JBL mantenia la réplica original i reclamava que ell seguia sent el campió. Però John Cena va obtenir el control d'ambdós cinturons al vèncer a JBL en el Judgment Day 2005 en un I Quit Match.
El 6 de juny de 2005 va ser enviat a Raw on ràpidament va iniciar un enfrontament amb Chris Jericho i Christian; durant el qual es va transformar en enemic del General Manager de RAW Eric Bischoff, ja que John no seguia els jocs del GM. Chris Jericho va intentar sense èxit, durant l'estancia de John a Raw, derrotar-lo per aconseguir el campionat.
En el SummerSlam va derrotar a Jericho en una lluita del tipus "You're Fired" on el Campionat de la WWE estava en joc, pel que John va retenir el títol i Jericho fou acomiadat.
Després d'això va començar un altre feu amb Kurt Angle amb qui es va enfrontar en el PPV Unforgiven 2005, en una lluita titular on John va ser desqualificat després de colpejar a Kurt Angle amb el cinturó. Es van enfrontar novament en el Survivor Series 2005 on va retenir el campionat.
La nit següent al dit PPV va defensar reeixidament el seu campionat enfront a Kurt Angle i Chris Masters en un Triple Threat Match, on la lluita va ser de tipus Submission; John va guanyar la lluita estrenant el seu nou finisher de rendició; el STFU.

#### 2006

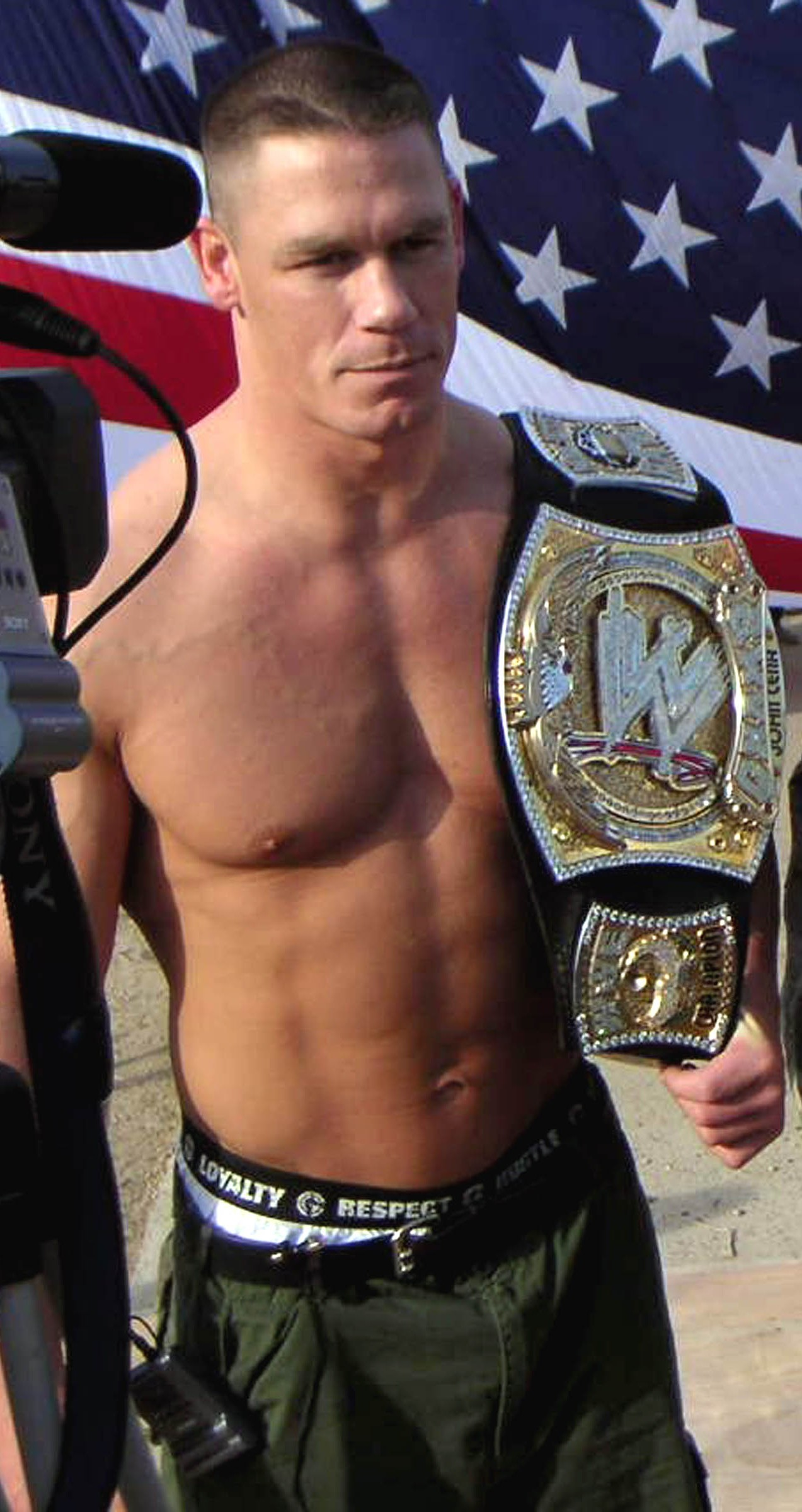
John Cena com a Campió de la WWE.

En el show New Year's Revolution 2006 va guanyar l'Cambra d'Eliminació després de vèncer a Carlito, Kane, Chris Masters, Kurt Angle i Shawn Michaels, però després de la lluita Edge va canviar el seu Money in the Bank per una lluita titular, on John va sortir derrotat perdent el Campionat de la WWE. Tres setmanes després en el Royal Rumble va recuperar el Campionat de la WWE després de vèncer a Edge.

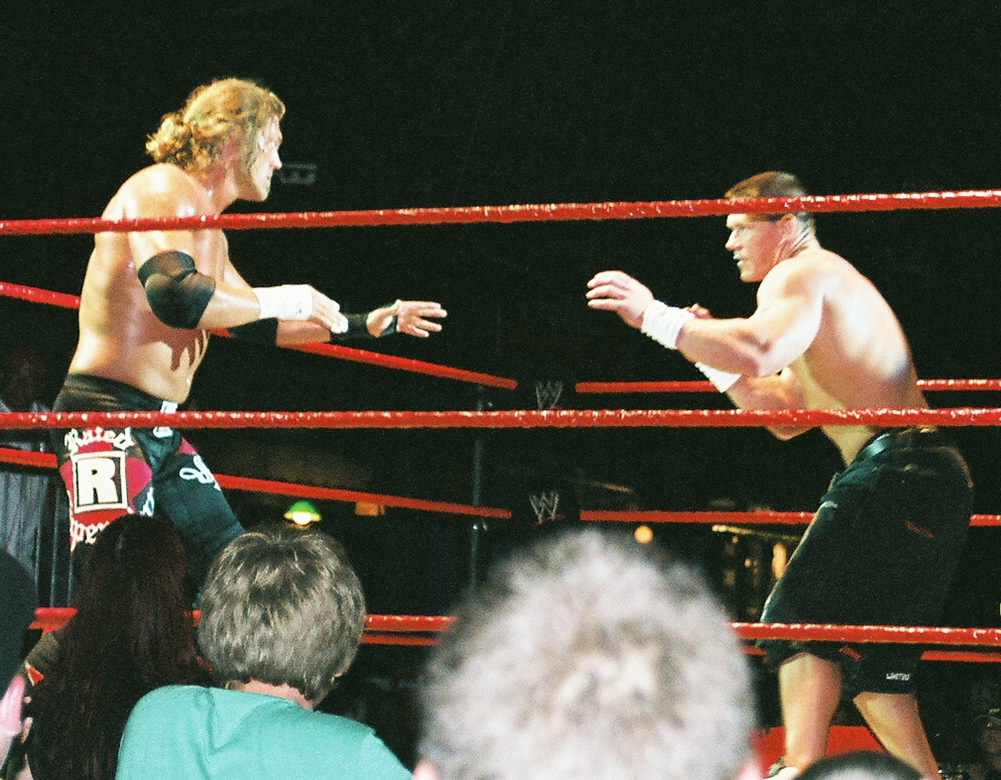
Cena contra Edge, que ha sigut un dels majors rivals (2006)

A WrestleMania 22 va retenir el títol contra Triple H, via submissió. Setmanes després va retenir novament el títol en una Triple Threat Match enfront a Edge i Triple H. En el ECW One Night Stand 2006 va perdre el Campionat de la WWE enfront a Rob Van Dam.
El 3 de juliol a Raw va participar en una Triple Threat Match pel WWE Championship contra el campió Rob Van Dam i Edge, lluita que va guanyar Edge; amb el qual va començar un feu, enfrontant-se a ell a Saturday Night's Main Event, on va guanyar per descalificación, a SummerSlam 2006 on Edge va retenir el títol i Unforgiven 2006, on va derrotar a Edge en un TLC match, guanynt el Campionat de la WWE por tercera vegada.
En el Cyber Sunday 2006 es va enfrontar al Campió Mundial de pes pesant King Booker i al Campió de la ECW Big Show, guanyant King Booker a causa del fet que K-Fed va atacar a John Cena ajudant a Booker a retenir el campionat mundial, que estava en joc. Després va començar un enfrontament amb Big Show, derrotant-lo en Survivor Series 2006 en un elimination match, on va fer equip amb Kane, Bobby Lashley, Rob Van Dam i Sabu. A Armageddon 2006 junt amb Batista, derrotaren a Finlay i King Booker.

#### 2007
A New Year's Revolution 2007 va derrotar a Umaga. En el Royal Rumble 2007 derrotà novament a Umaga en un Last Man Standing Match. L'endemà del Royal Rumble junt amb Shawn Michaels derrotaren a Rated-RKO guanyant Campionat Mundial en Parelles. En No Way Out 2007, John Cena i Michaels derrotaren a Batista i a Undertaker. L'1 d'abril, a WrestleMania 23, va defensar reeixidament el seu títol enfront a Shawn Michaels, on va vencer després d'aplicar-li el STF.
L'endemà a RAW va ser trait per Shawn Michaels, perdent els campionats mundials en parelles enfront a The Hardys en una Battle Royal d'equips. En el Backlash 2007 va retenir el campionat mundial enfront a Randy Orton, Edge i Shawn Michaels en un Fatal-4-Way. El 23 d'abril a Raw va ser derrotat per Shawn Michaels en un combat que va durar una hora, sent la millor lluita de l'any, la més llarga de la història i es podria dir que la millor de la seva carrera, tot i no haver aconseguit la victoria.
En el PPV Judgment Day 2007 va derrotar a The Great Khali, convertint-se en la primera persona que conseguia una rendició per part de Khali; però durant la rendició l'arbitre no va veure que Khali va posar el peu a la corda inferior, motiu pel qual aquest últim va demanar la revenja; tenint-la en el Saturday Night's Main Event i WWE One Night Stand 2007, perdent Cena en el primer show en una lluita no titular i guanyant en el segon, un Falls Count Anywhere match amb el títol en joc.
En el Vengeance 2007, novament va retenir el WWE Championship, contra Mick Foley, Bobby Lashley, King Booker i Randy Orton. Un mes després, a Great American Bash 2007, defensà el títol amb èxit enfront a Bobby Lashley. Després va començar un enfrontament amb Randy Orton, lluitant a SummerSlam 2007 Unforgiven 2007, guanyant la primera vegada i perdent per descalificació la segona, per tant, retenint el campionat.
El 2 d'octubre es donà a conèixer que va patir un estrip (desgarro en castellà) en el pectoral, per la qual cosa es va veure obligat a deixar vacant el Campionat de la WWE, posant fi al seu regnat de 385 dies. Degut a aquesta lesió va passar quatre mesos a rehabilitació.
En un show especial realitzat el 7 de desembre (televisat el 24 de desembre), anomenat Tribute to the Troops, va fer una aparició especial vestit de Pare Noel, atacant a Vince McMahon.

#### 2008-2009
Va fer el seu retorn participant en el Royal Rumble, on va entrar amb el número 30, guanyant la lluita després d'eliminar a Triple H. En el No Way Out va vencer a Randy Orton per descalificació i a WrestleMania XXIV va participar en un Triple Threat Match, on també participaba Triple H i Randy Orton, guanyant aquest últim i retenint el Campionat de la WWE.
En el PPV Backlash va participar en un Fatal Four-Way Match on participaven Triple H, JBL i Randy Orton, sent eliminat per Orton. Després va mantenir un enfrontament amb JBL enfrontant-se en el Judgment Day, One Night Stand i The Great American Bash, guanyant les dues primeres lluites i perdent la tercera. En el Night of Champions s'enfrontà a Triple H amb el Campeonato de la WWE en joc, però no aconseguí la victòria.
Posteriorment, va començar un enfrontament amb Batista, amb el qual va guanyar el Campionat Mundial en Parelles al derrotar a Cody Rhodes i Ted DiBiase el 4 d'agost a RAW, però van perdre els campionats una setmana després contra els mateixos. En el SummerSlam, va ser derrotat èr Batista; durant dit combat va patir una lesió en el coll degut a Batista li va aplicar la Batista Bomb quan es va llençar des de la tercera corda, pel que va veure forçat a sotmetres a una operación que el va mantenir apartat del ring durant quatre mesos.
Va retornar en el Survivor Series, derrotant a Chris Jericho i guanyant el Campionat mundial de pes pesant per primera vegada. Després de retenir-lo en Armageddon enfront a Jericho i en el Royal Rumble enfront a JBL, el va perdre en la Cambra d'Eliminació de No Way Out, on Edge, es va coronar nou campió. Però va aconseguir una altra oportunitat per lluitar pel títol enfront a Adam Copeland i Big Show a WrestleMania XXV, on va guanyar el campionat per segona vegada. En el Backlash fou derrotat per Edge en un Last Man Standing Match, perdent el campionat degut a una intervenció de Big Show. En el Judgment Day i en l'Extreme Rules, va derrotar a Big Show.

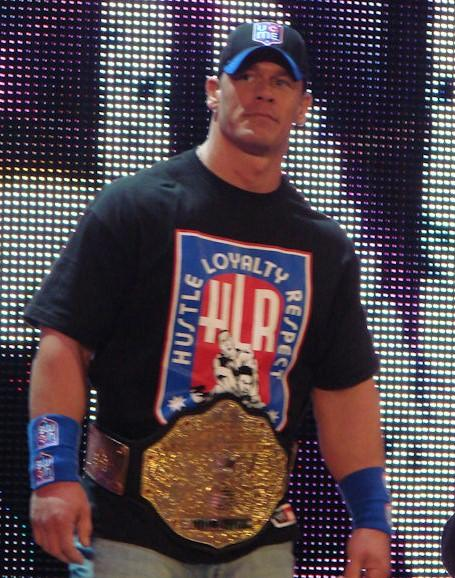
John Cena com a Campió Mundial Pes pesant.

En el The Bash, va derrotar a The Miz i en el Night of Champions es va enfrontar a Triple H i Randy Orton pel Campionat de la WWE, però el guanyador fou Orton. A SummerSlam va ser derrotat per Randy Orton en una lluita titular; però en el Breaking Point va guanyar el campionat al derrotar a Orton en un I Quit Match. En el Hell in a Cell, va perdre el títol contra Orton.
Va recuperar el WWE Championship en un Ironman match de 60 minuts en el Bragging Rights i el va retenir en el Survivor Series enfront a Triple H i Shawn Michaels. El va perdre enfront a Sheamus en un Tables Match en el PPV WWE TLC: Tables, Ladders and Chairs.

#### 2010
Va participar en el Royal Rumble, sent eliminat per Edge. En la Elimination Chamber va guanyar el seu sisè Campionat de la WWE al derrotar a Sheamus, Ted DiBiase, Kofi Kingston, Randy Orton i Triple H en una Elimination Chamber match. Però el va perdre uns minuts després enfront a Batista, començant ambdós un feu. A WrestleMania XXVI, va guanyar el seu setè Campionat de la WWE. El feu amb Batista va continuar fins a Extreme Rules i en Over the Limit en un Last Man Standing match i en un "I Quit" match respectivament, on va retenir el campionat. Després d'aquest últim combat va ser atacar per Sheamus reiniciant el feu. Va perdre el títol contra Sheamus en un Fatal 4-Way on també participaven Randy Orton i Edge; a causa d'una interferència de The Nexus.
A causa dels continuats atacs dels Nexus va iniciar un enfrontament amb ells, lluitant contra el grup en un combat que no va poder guanyar.
Es va pactar una lluita de revenja entre John Cena i Sheamus en el Money in the Bank en un Steel Cage Match per evitar més interferències dels Nexus. Tot i això, el grup va intervenir fent que Sheamus retingués el campionat.
La nit següent a Raw va demanar una treva a The Nexus però ells es van negar i el van convidar a unir-se al grup; on ell va contestar que no; seguidament va anunciar que havia format un equip per a enfrontar-se a ells en el SummerSlam en un 7-on-7 Tag Team match. En el SummerSlam, el Team Cena (John Cena, Bret Hart, Daniel Bryan, Chris Jericho, Edge, R-Truth & John Morrison) va derrotar a The Nexus (Wade Barrett, Michael Tarver, Justin Gabriel, David Otunga, Heath Slater, Skip Sheffield & Darren Young); John Cena va eliminar a Justin Gabriel i a Wade Barrett, i va ser l'únic supervivent del combat.
En l'episodi 900 de Raw l'equip de John Cena John Cena (John Cena, Randy Orton, Sheamus, Adam Copeland i Chris Jericho) va ser derrotat enfront a The Nexus (Wade Barret, Justin Gabriel, Heath Slater, Michael Tarver i David Otunga).
En el Hell in a cell (2010) va ser derrotat per Wade Barrett en una lluita en la qual si perdia Cena formaria part de The Nexus i si guanyava els Nexus es dissoldrien, a conseqüència es va unir a The Nexus. La nit següent a Raw va debutar com a membre de Nexus; participar en una Battle Royal per definir el núm. 1 contender al Campionat de la WWE, ell i Wade Barrett van ser els finalistes, però John es va autoeliminar per donar la victoria al seu company de Nexus.
A Bragging Rights (2010) junt amb David Otunga van derrotar a Cody Rhodes & Drew McIntyre convertint-se en els nous Campions en parelles de la WWE. Tot i que, l'endemà a Raw, van perdre els títols enfront als seus companys Heath Slater & Justin Gabriel, després que, per ordre del líder dels Nexus, David Otunga es va deixar cobrir.
Va ser àrbitre especial en el PPV Survivor Series (2010) en una lluita titular entre el Campió de la WWE Randy Orton i Wade Barrett. El líder dels Nexus va posar dues estipulacions en dit combat; si aconseguia el campionat John Cena sería lliure d'abandonar el grup i si no ho aconseguia John Cena seria acomiadat de la WWE. Wade va sortir derrotat, a conseqüència John Cena va ser despatxat de l'empresa.
La nit següent a Raw, el 22 de novembre de 2010, es va acomiadar del públic i dels seus companys, però abans de marxar va interferir en una lluita entre Randy Orton i Wade Barrett, impedint que aquest últim guanyés el campionat.
El 29 de novembre va aparèixer en el programa especial de Raw "King of the King", on va estar entre el públic. El 6 de desembre va distreure a Heath Slater & Justin Gabriel en un combat, provocant que pedersin els Campionats en Parelles. El 13 de desembre va ser recontractat amb dues condicions, la primera era un combat contra Wade Barrett en el TLC de l'estil Chairs Match; cosa que acceptà, la segona condició era que lluités contra David Otunga aquella mateixa nit, combat del qual John Cena en va sortir victoriós, seguidament va atacar a David Otunga amb una cadira repetides vegades.
El 19 de desembre en el TLC va derrotar a Wade Barrett en un Chairs Match i prèviament al combat va atacar a la resta de membres de The Nexus, fent que cap d'ells pogués participar en el programa de Raw de l'endemà.

#### 2011
Durant les següents setmanes, va continuar enfrontant-se amb CM Punk i Nexus, començant així una guerra amb CM Punk. El 24 de gener a Raw va ser l'àrbitre especial de la lluita entre el líder dels Nexus, CM Punk i Wade Barret, qui havia format un nou grup anomenat The Core, lluita la qual tenia estipulada que el perdador deixaria a ell mateix i al seu grup fora del Royal Rumble, acabant en doble desqualificació. Després del combat, va atacar als líders dels dos stables, però va ser atacat per Nexus fins que diversos lluitadors van interferir a favor de Cena. Va participar en Royal Rumble, on va eliminar a diversos lluitadors, però va ser eliminat per The Miz, començant una guerra amb ell.

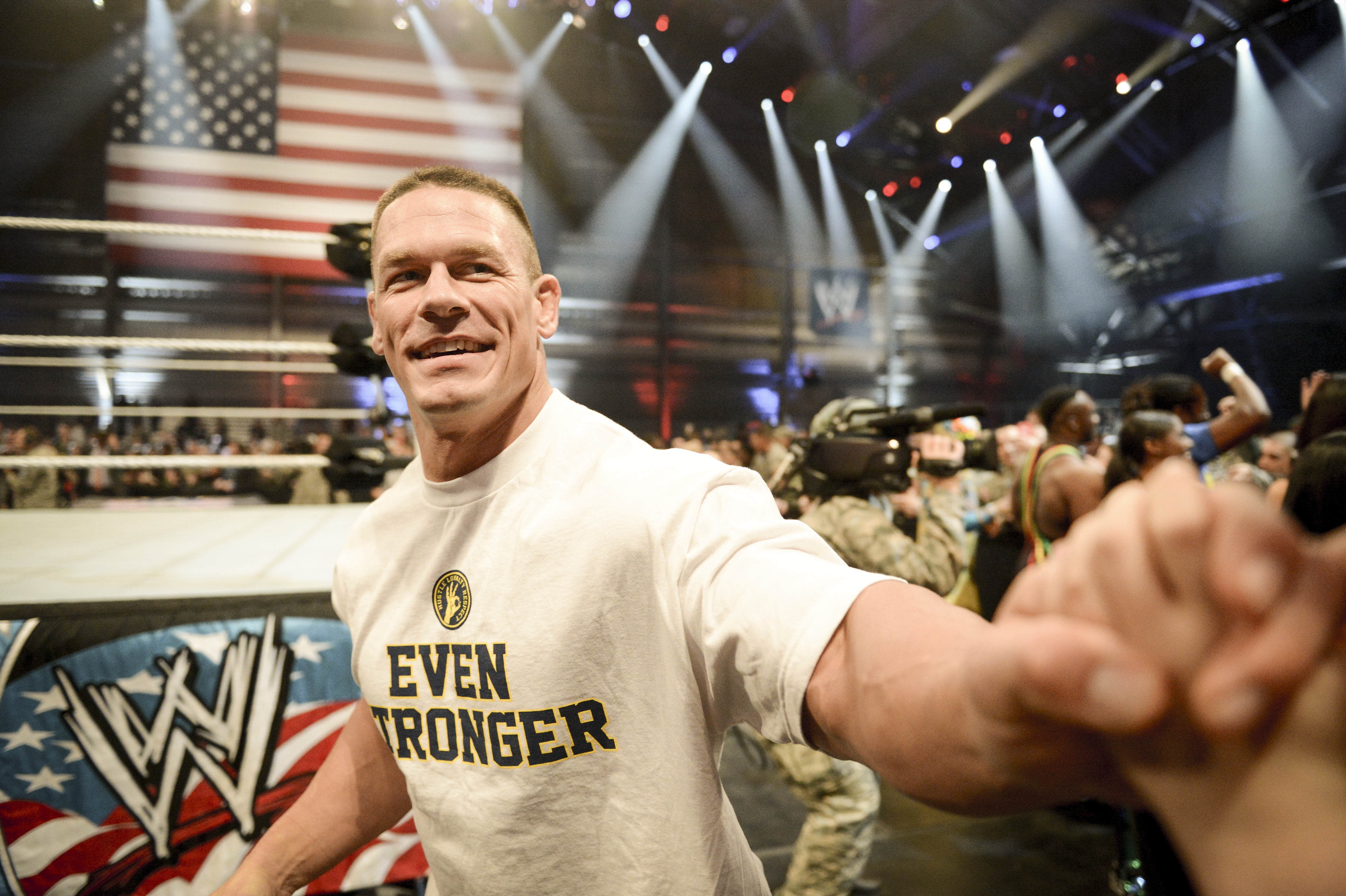
Cena en un espectacle especial deidcat a les tropes Nord Americanes

El 20 de febrer va guanyar la lluita estel·lar de la marca del Raw en l'esdeveniment Elimination Chamber guanyant una oportunitat pel Campionat de la WWE en WrestleMania XXVII. L'endemà va fer equip amb el seu oponent per a Wrestlemenia, The Miz, contra els campions per parelles de la WWE i membres de The Corre, Heath Slater i Justin Gabriel, guanyant els campionats, però els van perdre moments després a causa d'una traïció de The Miz. El 3 d'abril a WrestleMania XXVII, va ser derrotat per The Miz en una lluita pel Campionat de la WWE, en rebre un Rock Bottom per part de The Rock. La nit següent en RAW, The Rock va reptar a Cena a una lluita en WrestleMania XXVIII, la qual va acceptar. La setmana següent va dir que planejava que The Rock fos el reptador al títol de la WWE que posseiria Cena pel seu combat en WrestleMania XXVIII, per a això el gerent anònim de Raw el va posar en una Gauntlet Match per ser el reptador número u al Campionat de la WWE arribant a la lluita final contra R-Truth, The Miz va fer que ell i R-Truth fossin desqualificats deixant així cap retador al títol, això va molestar al gerent anònim de RAW qui va pactar una Triple Threat per Extreme Rules entre ell, el campió actual The Miz i R-Truth, que a la setmana següent perdria el seu lloc en la lluita a apostar contra John Morrison. L'1 de maig a l'esdeveniment principal d'Extreme Rules va obtenir per vuitena ocasió el Campionat de la WWE en una Triple Threat Steel Cage Match contra John Morrison i The Miz, Cena li va aplicar a aquest últim un Attitude Adjustment des d'un dels cantoners guanyant via pinfall el vuitè campionat mundial de la seva carrera.
En Over the Limit, Cena va retenir el seu campionat davant The Miz en un I Quit Match.

#### 2017 - Actualitat
Durant el WrestleMania 33, a la fi del combat amb The Miz i Maryse, John Cena li va proposar matrimoni a la seva companya i també lluitadora professional Nikki Bella. La seva boda està prevista pel 2018.
Va perdre amb Roman Reings durant l'edició de No Mercy 2017. També va participar en el Survivor Series, amb l'equip de SmackDown Live.
Actualment la seva carrera com a actor ha fet que John Cena firmés un contracta que li fes tenir moltes menys participacions en els programes de Raw i smack down. Des de 2017 John Cena és un agent lliure, és a dir que pot aparèixer tant a Raw com a SmackDown Live.
Al programa de Raw de l'1 de gener es va confirmar la seva participació en el Royal Rumble 2018.
Va tornar pel programa especial que va fer RAW pels seus 25 anys. Durant el programa va ser atacat per Elias amb una guitarra.
Va entrar a la Royal Rumble 2018 com a número 20, va ser el antepenúltim eliminat (per Shinsuke Nakamura). En el episodi del 29 de gener de Raw va guanyar Finn Balor i es va classificar pel Elimination Chamber 2018 on va perdre contra Roman Reings, Seth Rollins, The Miz, Finn Balor, Elias i Braun Strowmann.
En el programa de SmackDown Live del 27 de febrer, John Cena va guanyar a AJ Styles i va entrar en fatal 5 way match pel Campionat WWE òn va perdre contra Dolph Ziggler, Baron Corbin, Aj Styles (c), Kevin Owens i Sami Zayn durant el Fastlane 2018. Això fa que, Cena de moment no tingue rival pel Wrestlemania 34.
El 17 de gener, la WWE anuncia en un vídeo publicat a la seva compte de youtube que Cena estaria en el Wrestlemania 37.

## En lluita
- Moviments finals

Cena realitzant el seu moviment final, un fireman's carry slam conegut com Attitude Adjustment, sobre Kane.

  - Attitude Adjustment / F-U- 2003-actualitat
  - STF-U (Stepover toehold facelock) - 2005-actualitat
  - Killswitch - 2000-2003
- Moviments de firma
  - Five Knuckle Shuffle
  - Freestyle
  - Killswitch
  - Throwback
  - Lou Thesz press amb con punching combination
  - Diving leg drop bulldog
  - Spinebuster
  - Dropkick
  - Running leaping shoulder block
  - Corner body avalanche
  - Twisting belly to belly suplex
  - Running DDT
  - Múltiples clotheslines
  - Running one-handed bulldog
  - Sitout hip toss
  - Elbow smash
  - Big boot

## Campionats i triomfs
- Ohio Valley Wrestling
  - OVW Heavyweight Championship - 1 vegada
  - OVW Southern Tag Team Championship - 1 vegada amb Rico Constantino
- Ultimate Pro Wrestling
  - UPW Heavyweight Championship - 1 vegada
- World Wrestling Entertainment
  - WWE Championship - 13 vegades
  - World Heavyweight Championship - 3 vegades
  - United States Championship - 5 vegades
  - World Tag Team Championship - 2 vegades, amb Shawn Michaels (1) i Batista (1)
  - WWE Tag Team Championship - 2 vegades, amb David Otunga (1) i The Miz (1)
  - Royal Rumble (2008) (2013)
  - Money in the Bank (2012)
  - Slammy Award a la Superestrella de l'any (2010)
  - Slammy Award al moment més impactant de l'any (2010)
- Pro Wrestling Illustrated
  - PWI Lluita de l'any - 2007, vs. Shawn Michaels
  - PWI Lluitador que més ha millorat – 2003
  - PWI Lluitador més popular – 2004
  - PWI Lluitador més popular – 2005
  - PWI Lluitador més popular – 2007
  - PWI Feu de l'any – 2006, vs. Edge
  - PWI Lluitador de l'any – 2006
  - PWI Lluitador de l'any – 2007
  - Situat en el núm. 46 en els PWI 500 de 2002
  - Situat en el núm. 12 en els PWI 500 de 2003
  - Situat en el núm. 7 en els PWI 500 de 2004
  - Situat en el núm. 2 en els PWI 500 de 2005
  - Situat en el núm. 3 en els PWI 500 de 2006
  - Situat en el núm. 1 en els PWI 500 de 2007
  - Situat en el núm. 9 en els PWI 500 de 2008
  - Situat en el núm. 3 en els PWI 500 de 2009
  - Situat en el núm. 2 en els PWI 500 de 2010
- Wrestling Observer Newsletter
  - WON Lluitador de l'any - 2007
  - WON Millor personatge - 2003, Rapero
  - WON Lluitador més carismàtic - 2006
  - WON Lluitador més carismàtic - 2007
  - WON Lluitador més carismàtic - 2008
  - WON Lluitador més carismàtic - 2009
  - WON Millor en entrevistes - 2007
  - WON Lluitador que genera més diners - 2007
  - Situat en el Núm. 6 del WON Lluitador de la dècada (2000–2009)
  - Situat en el núm. 2 del WON Lluitador que més diners genera de la dècada (2000–2009)
  - Situat en el núm. 3 del WON Millor en entrevistes de la dècada (2000–2009)
  - Situat en el núm. 1 del WON Lluitador més carismàtic de la dècada (2000–2009)

## Filmografia

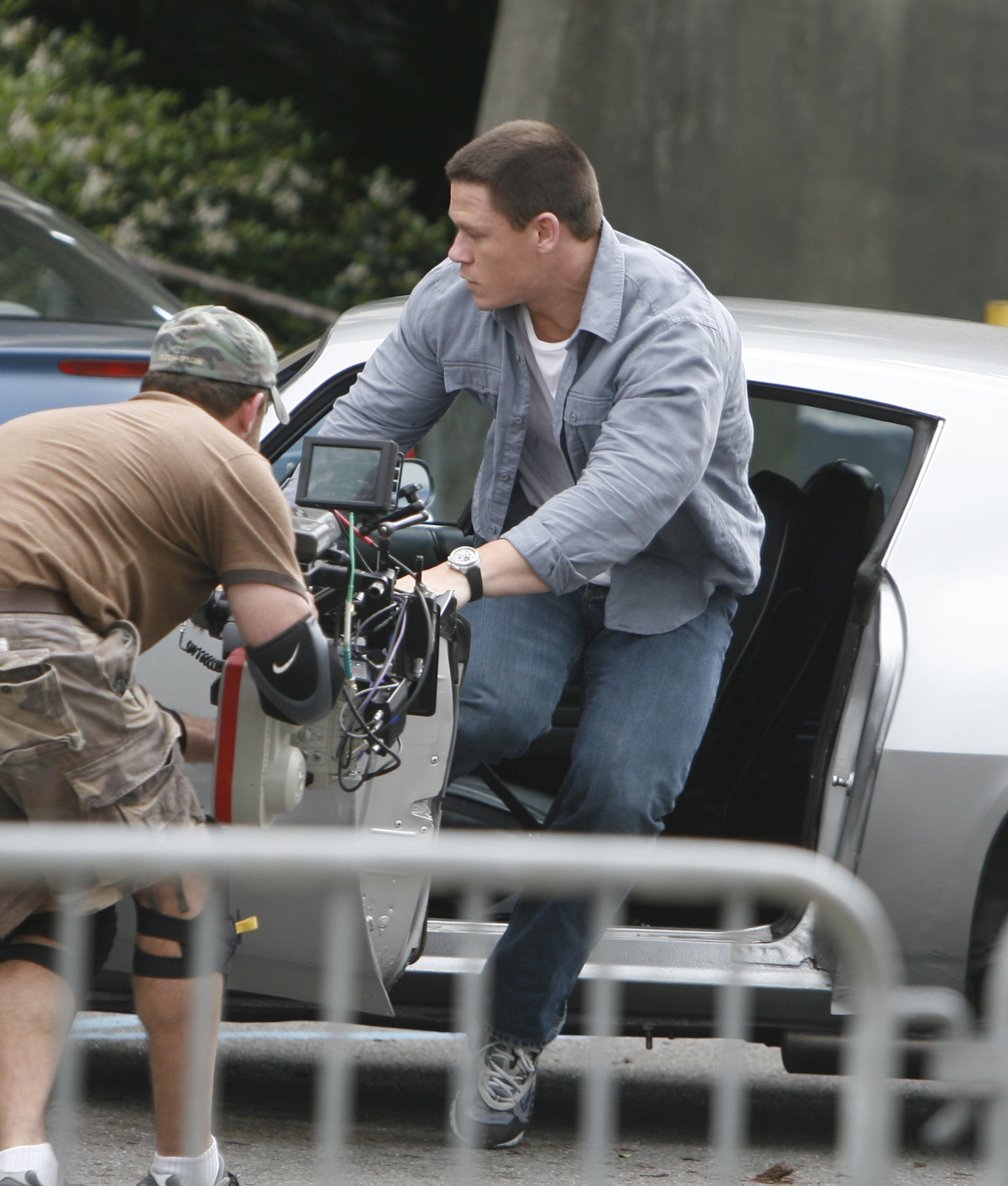
Cena en el rodatge de la pel·lícula 12 rounds.

WWE Studios, una divisió de la WWE que produeix i finança pel·lícules, va produir la primera pel·lícula de Cena, The Marine, que va ser distribuïda en cinemes per 20è Century Fox America a partir del 13 d'octubre de 2006. En la seva primera setmana, la pel·lícula va recaptar aproximadament 7 milions de dòlars en taquilla als Estats Units. Després de deu setmanes als cinemes, la pel·lícula va recaptar 18,7 milions de dòlars. Un cop que la pel·lícula va ser publicada en DVD, li va anar millor, guanyant 30 milions de dòlars en lloguers en les primeres dotze setmanes.
La seva segona pel·lícula, també produïda per WWE Studios, va ser 12 Rounds. El rodatge va començar el 25 de febrer de 2008 a Nova Orleans; la pel·lícula es va estrenar el 27 de març del 2009.
Cena va coprotagonitzar la seva tercera pel·lícula produïda pels estudis de la WWE, titulada Legendary, que es va projectar en cinemes seleccionats a partir del 10 de setembre de 2010 per temps limitat. Després es va publicar en DVD el 28 de setembre de 2010. Aquell mateix any, Cena va protagonitzar la pel·lícula infantil Fred: The Movie, una pel·lícula basada en els vídeos de YouTube de Lucas Cruikshank del mateix nom, on interpreta el pare imaginari de Fred. La pel·lícula es va emetre per primera vegada a Nickelodeon el setembre de 2010.
El 2015, Cena va aparèixer en les pel·lícules de comèdia Trainwreck, Sisters i un cameo a Daddy's Home. El 2017, va protagonitzar el drama bèl·lic The Wall i va posar la veu de personatges en les pel·lícules d'animació Surf's Up 2: WaveMania i Ferdinand. També va aparèixer a Daddy's Home 2, reprenent el seu paper amb més protagonisme que en la pel·lícula de 2015. El 2018, Cena va protagonitzar la comèdia Blockers, i va tenir un paper principal en la preqüela de l'spin-off de Transformers, Bumblebee. El 2019, va protagonitzar Jugant amb foc, interpretant el paper del superintendent del bombers Jake Carson. El 2020, va posar veu a Yoshi, un ós polar, en la pel·lícula de comèdia d'aventures Dolittle.
El 2019 va formar part del repartiment de la novena pel·lícula de la saga TheFast and Furious, F9, de Justin Lin, interpretant al germà del personatge de Vin Diesel, Dominic Toretto. Durant la gira promocional de la pel·lícula el 2021, es va referir a Taiwan com "un país". Posteriorment, va publicar una disculpa a les xarxes socials, ja que la Xina considera a Taiwan com a part de la Xina.
Cena també va ser triat per fer el paper de Christopher Smith/Peacemaker en l'Esquadró Suïcida de James Gunn, un paper originalment previst per Dave Bautista.
| Títol                      | Paper                          | Any  |
| The Marine                 | John Triton                    | 2006 |
| 12 Rounds                  | Danny Fisher                   | 2009 |
| True Jackson               | John Cena                      | 2010 |
| Fred: The Movie            | Mr. Figglehorn                 | 2010 |
| The Reunion                | Sam Cleary                     | 2011 |
| Trainwreck                 | Steven                         | 2015 |
| Daddy's Home               | Roger                          | 2015 |
| The Wall                   | Staff Sergeant Shane Matthews  | 2017 |
| Daddy's Home 2             | Roger                          | 2017 |
| Ferdinand                  | Ferdinand the Bull             | 2017 |
| Blockers                   | Mitchell                       | 2018 |
| Bumblebee: The Movie       | Burns                          | 2018 |
| The Suicide Squad          | Christopher Smith / Peacemaker | 2021 |
| Fast & Furious 9           | Jakob Toretto                  | 2021 |
| The Suicide Squad          | Chris Smith / Peacemaker       | 2021 |
| Vacation Friends           | Ron                            | 2021 |
| The Bubble                 | Steve                          | 2022 |
| The Independent            | Nate Sterling                  | 2022 |
| Fast X                     | Jakob Toretto                  | 2023 |
| Barbie                     | Kenmaid                        | 2023 |
| Hidden Strike              | Chris Van Horne                | 2023 |
| Ninja Turtles: caos mutant | Rocksteady (Veu)               | 2023 |
| Vacation Friends 2         | Ron                            | 2023 |
| Freelance                  | Mason Pettis                   | 2023 |
| Argylle                    | Wyatt                          | 2024 |
| Ricky Stanicky             | Ricky                          | 2024 |

## Discografia
| Títol            | Interpret                 | Data de llançament  |
| You Can't See Me | John Cena & Tha Trademarc | 10 de maig del 2005 |